# Красная Поляна (Восточно-Казахстанская область)
Кра́сная Поля́на (каз. Красная Поляна) — упразднённое село в Катон-Карагайском районе Восточно-Казахстанской области Казахстана. Входило в состав Новополяковского сельского округа. Код КАТО — 635453605. Ликвидировано в 2009 году.

## Население
В 1999 году население села составляло 21 человек (14 мужчин и 7 женщин). По данным переписи 2009 года, в селе проживало 11 человек (8 мужчин и 3 женщины).